# Championnat du Luxembourg de football 1935-1936
Navigation
Saison précédente Saison suivante
La saison 1935-1936 du Championnat du Luxembourg de football était la 26e édition du championnat de première division au Luxembourg. Dix clubs sont regroupés au sein d'une poule unique où ils se rencontrent deux fois, à domicile et à l'extérieur. En fin de saison, les 2 premiers de Promotion d'Honneur (la deuxième division luxembourgeoise) sont promus tandis que les 2 derniers du classement sont relégués.
C'est le club du CA Spora Luxembourg, double tenant du titre, qui remporte à nouveau le championnat en terminant en tête du classement final, avec 2 points d'avance sur la Jeunesse d'Esch et 6 sur les Red Boys Differdange. C'est le 6e titre de champion du Luxembourg du club.

## Les 10 clubs participants
| - CA Spora Luxembourg - Jeunesse d'Esch - Red Boys Differdange - Red Black Pfaffenthal - The National Schifflange - Promu de Promotion d'Honneur | - Aris Bonnevoie - AS Differdange - Promu de Promotion d'Honneur - Union Luxembourg - US Dudelange - CS Fola Esch - Promu de Promotion d'Honneur |

## Compétition

### Classement
Le barème utilisé pour établir le classement est le suivant :
- Victoire : 2 points
- Match nul : 1 point
- Défaite, forfait ou abandon : 0 point

| Rang | Équipe                       | Pts | J  | G  | N | P  | Bp | Bc | Diff |  | Résultats (▼ dom., ► ext.)   | Spo | Jeu | RBD | Dud | Fol | Uni | Pfa  | Ari  | Dif | Sch |
| ---- | ---------------------------- | --- | -- | -- | - | -- | -- | -- | ---- |  | ---------------------------- | --- | --- | --- | --- | --- | --- | ---- | ---- | --- | --- |
| 1    | CA Spora Luxembourg (T)      | 28  | 18 | 13 | 2 | 3  | 71 | 28 | +43  |  | CA Spora Luxembourg (T)      |     | 1-2 | 5-2 | 4-4 | 4-2 | 2-1 | 11-0 | 2-2  | 3-1 | 3-0 |
| 2    | Jeunesse d'Esch              | 26  | 18 | 12 | 2 | 4  | 50 | 21 | +29  |  | Jeunesse d'Esch              | 1-0 |     | 2-2 | 5-2 | 2-0 | 9-0 | 5-1  | 3-2  | 2-5 | 4-0 |
| 3    | Red Boys Differdange (C)     | 22  | 18 | 10 | 2 | 6  | 58 | 36 | +22  |  | Red Boys Differdange (C)     | 3-4 | 1-4 |     | 3-2 | 0-0 | 4-1 | 6-1  | 9-0  | 5-1 | 4-0 |
| 4    | US Dudelange                 | 19  | 18 | 8  | 3 | 7  | 55 | 49 | +6   |  | US Dudelange                 | 1-5 | 1-1 | 5-3 |     | 3-1 | 2-3 | 2-0  | 10-2 | 0-1 | 6-2 |
| 5    | CS Fola Esch (P)             | 17  | 18 | 7  | 3 | 8  | 43 | 34 | +9   |  | CS Fola Esch (P)             | 3-4 | 2-0 | 2-3 | 1-2 |     | 1-1 | 6-1  | 5-2  | 2-0 | 3-1 |
| 6    | Union Luxembourg             | 17  | 18 | 8  | 1 | 9  | 34 | 48 | -14  |  | Union Luxembourg             | 0-2 | 1-0 | 4-3 | 2-3 | 0-3 |     | 4-2  | 1-2  | 3-1 | 3-0 |
| 7    | Red Black Pfaffenthal        | 16  | 18 | 8  | 0 | 10 | 34 | 68 | -34  |  | Red Black Pfaffenthal        | 0-7 | 0-4 | 2-5 | 3-2 | 4-3 | 5-4 |      | 3-1  | 2-1 | 4-2 |
| 8    | Aris Bonnevoie               | 15  | 18 | 7  | 1 | 10 | 33 | 60 | -27  |  | Aris Bonnevoie               | 4-3 | 1-4 | 1-2 | 6-2 | 2-1 | 1-3 | 1-0  |      | 1-4 | 4-0 |
| 9    | AS Differdange (P)           | 11  | 18 | 5  | 1 | 12 | 42 | 51 | -9   |  | AS Differdange (P)           | 1-5 | 1-2 | 1-3 | 5-5 | 4-7 | 7-0 | 3-4  | 0-1  |     | 2-1 |
| 10   | The National Schifflange (P) | 9   | 18 | 4  | 1 | 13 | 27 | 52 | -25  |  | The National Schifflange (P) | 1-6 | 1-0 | 1-0 | 2-3 | 1-1 | 1-3 | 1-2  | 8-0  | 5-4 |     |

## Bilan de la saison
| Championnat du Luxembourg de football 1935-1936 |                                |
| Champion                                        | CA Spora Luxembourg (6e titre) |
| Coupes et trophées                              |                                |
| Vainqueur de la Coupe du Luxembourg 1935-1936   | Red Boys Differdange           |
| Promotions et relégations                       |                                |
| Promus en Division d'Honneur                    | Stade Dudelange                |
| Promus en Division d'Honneur                    | Progrès Niedercorn             |
| Relégués en Promotion d'Honneur                 | AS Differdange                 |
| Relégués en Promotion d'Honneur                 | The National Schifflange       |